# Te ador (cântec)
Te ador este primul single extras de pe albumul Te ador, al interpretei de origine română, Elena Gheorghe.
Cântecul a beneficiat de un videoclip și de o campanie de promovare, iar cântecul a devenit unul dintre cele mai mari succese ale Elenei în România, câștigând poziția douăzeci și patru în clasamentul celor mai difuzate piese.